# Argyrodes levuca
Argyrodes levuca är en spindelart som beskrevs av Embrik Strand 1915. Argyrodes levuca ingår i släktet Argyrodes och familjen klotspindlar.
Artens utbredningsområde är Fiji. Inga underarter finns listade i Catalogue of Life.